# TeenNick Románia
A TeenNick Románia a TeenNick romániai adásváltozata, amely Romániában a Paramount Channelt váltotta fel, és 2021. szeptember 1-ig a Latin-Amerikai változattal osztozott.  2021. szeptember 1. óta a magyar és a lengyel változattal osztozik.

## Műsorok

### Jelenlegi sorozatok
| Eredeti cím                          | Román cím                                | Magyar cím                           |
| Más csatornán már bemutatott műsorok | Más csatornán már bemutatott műsorok     | Más csatornán már bemutatott műsorok |
| ------------------------------------ | ---------------------------------------- | ------------------------------------ |
| iCarly                               | iCarly                                   | iCarly                               |
| True Jackson, VP                     | True Jackson, VP                         | True Jackson, VP                     |
| Big Time Rush                        | Big Time Rush                            | Big Time Rush                        |
| Victorious                           | Victoria: În lumina reflectoarelor       | V, mint Viktória                     |
| See Dad Run                          | Tătic pe bune                            | Főállású fater                       |
| Sam & Cat                            | Sam și Cat                               | Sam és Cat                           |
| The Thundermans                      | Familia Thunderman                       | A Thunderman család                  |
| Henry Danger                         | Henry Pericol                            | Veszélyes Henry                      |
| Nicky, Ricky, Dicky & Dawn           | Nicky, Ricky, Dicky și Dawn              | Nicky, Ricky, Dicky és Dawn          |
| 100 Things to Do Before High School  | 100 de lucruri de făcut înainte de liceu | 100 dolog a gimi előtt               |
| Game Shakers                         | Jocurile succesului                      | Game Shakers                         |
| School of Rock                       | Școala de Rock                           | Rocksuli                             |
| Hunter Street                        | Familia Hunter                           | Hunter Street: Kölykök póráz nélkül  |
| Tyler Perry's Young Dylan            | Tyler Perry prezintă: Young Dylan        | Tyler Perry bemutatja: Young Dylan-t |
| Danger Force                         | Forța Pericol                            | Veszélyes Osztag                     |
| The Really Loud House                | Casa Loud: Mai gălăgioasă ca niciodată   | Az igazi Lármás család               |
| Premier sorozat                      |                                          |                                      |
| Paradise Run                         | Cursă în paradis                         | Hawaii futam                         |

### A csatornáról lekerült (szünetelő és befejezett) sorozatok
| Eredeti cím                         | Román cím                                        | Magyar cím                                       |
| ----------------------------------- | ------------------------------------------------ | ------------------------------------------------ |
| WITS Academy                        | Academia VVID                                    | BOSZI Akadémia                                   |
| Bella and the Bulldogs              | Bella și Buldogii                                | Bella és a Bulldogok                             |
| Noobees                             | Bobocii                                          | Noob csapat                                      |
| ספיידרז                             | De-a Spionii Nickelodeon                         | Tinikémek                                        |
| Are You Afraid of the Dark?         | Ți-e frică de întuneric?                         | Félsz a sötétben?                                |
| Group Chat                          | Grupul de Chat                                   | Csoportos csevegés                               |
| Just Add Magic                      | Adaugă un Strop de Magie                         | Egy csipetnyi bűvölet                            |
| The Bureau of Magical Things        | Departamentul de Magie                           | Varázslatos holmik irodája                       |
| The Astronauts                      | Astronauții                                      | Az űrhajósok                                     |
| The Haunted Hathaways               | Familia Hathaways și Casa Bântuită               | A Hathaway kísértetlak                           |
| Every Witch Way                     | Vrăjitoare de liceu                              | A legboszibb boszi                               |
| All That                            | Totul și ceva mai mult                           | Sok hűhó                                         |
| Drama Club                          | Clubul Dramelor                                  | Dráma klub                                       |
| Nickelodeon's Unfiltered            | Nickelodeon Nefiltrat                            | A filter mögött                                  |
| Tyler Perry's Young Dylan           | Tyler Perry prezintă: Young Dylan                | Tyler Perry bemutatja: Young Dylan-t             |
| School of Rock                      | Școala de Rock                                   | Rocksuli                                         |
| Overlord and the Underwoods         | Lordul Galactic și familia Underwoods            | Overlord és az Underwood család                  |
| Warped!                             | Magazinul bizar                                  | Warped! – A képregénybolt                        |
| The Fairly OddParents: Fairly Odder | Nașii mei vrăjitori: Mai năzdrăvani ca niciodată | Tündéri keresztszülők – Tündéribbek, mint valaha |
| Rock Island Mysteries               | Misterele din Rock Island                        | Szikla-sziget rejtelmei                          |
| The Substitute                      | Profesorul suplinitor                            | A helyettesítő tanár                             |
| Side Hustle                         | Cu juma de normă                                 | Másodállás kerestetik                            |
| That Girl Lay Lay                   | That Girl Lay Lay                                | Sadie és Lay Lay kalandjai                       |
| Goldie's Oldies                     | Bătrâneii lui Goldie                             | Goldie és a nagyon nagykorúak                    |